# She Loves You (альбом)
She Loves You — третий студийный альбом американской рок-группы The Twilight Singers, выпущен One Little Indian Records в 2004 году.

## Критика
«Музыкально Дулли всеяден, он поглощает всё — от „Moon River“ Генри Манчини до „Miss World“ Hole, от „Regret“ New Order до „When Doves Cry“ Принса. Кавер-альбом был неизбежен» — начал свою рецензию критик сайта Pitchfork Стивен М. Дьюснер. «Поклонники уже давно желали и ждали цельный альбом каверов, и Дулли своевременно угодил им полноправно эклектичным She Loves You» — заметил корреспондент ирландского телеканала Raidió Teilifís Éireann Гарри Герин.
«Эта прописная старше, чем музыкальная индустрия: великие каверы крайне редки. Ещё более редки исполнители, которым удаётся сделать блестящие каверы частью своего репертуара. Пожалуй, самый известный в этом отношении композитор — Джонни Кэш. Дулли пока что не в его лиге, но если он продолжит делать музыку такого калибра, то однажды попадёт туда» — поделился размышлениями редактор электронного журнала Drowned in Sound Ник Коуэн.
«Хорошо это или плохо, Дулли придаёт этим странно, разрозненно выбранным песням формы, устраивающие его стиль, иногда подавляя их, зато так, чтобы это не было рабски почтительным или скучным. Он несомненно уважает песни настолько, что хочет внести свой вклад в их развитие, а не просто внимать им со стороны» — подчеркнул обозреватель ресурса The A.V. Club Джош Моделл. «Весь альбом несёт в себе чувственную теплоту авторской работы Дулли» — поддержал рецензент журнала Billboard, скрывающийся за литерами CM.

## Список композиций
| №   | Название                                    | Автор              | Длительность |
| --- | ------------------------------------------- | ------------------ | ------------ |
| 1.  | «Feeling of Gaze»                           | Хоуп Сандовал      | 2:21         |
| 2.  | «Too Tough to Die»                          | Мартина Топли-Бёрд | 4:02         |
| 3.  | «Hyperballad»                               | Бьорк              | 4:56         |
| 4.  | «Strange Fruit»                             | Билли Холидей      | 3:29         |
| 5.  | «What Makes You Think You’re the One»       | Линдси Бакингем    | 3:46         |
| 6.  | «Real Love»                                 | Мэри Джей Блайдж   | 4:25         |
| 7.  | «Hard Time Killing Floor»                   | Скип Джеймс        | 3:15         |
| 8.  | «A Love Supreme»                            | Джон Колтрейн      | 2:03         |
| 9.  | «Please Stay (Once You Go Away)»            | Марвин Гэй         | 4:03         |
| 10. | «Black Is the Color of My True Love’s Hair» | народная           | 4:25         |
| 11. | «Summertime»                                | Джордж Гершвин     | 2:54         |